# Karolinska skolans sigill

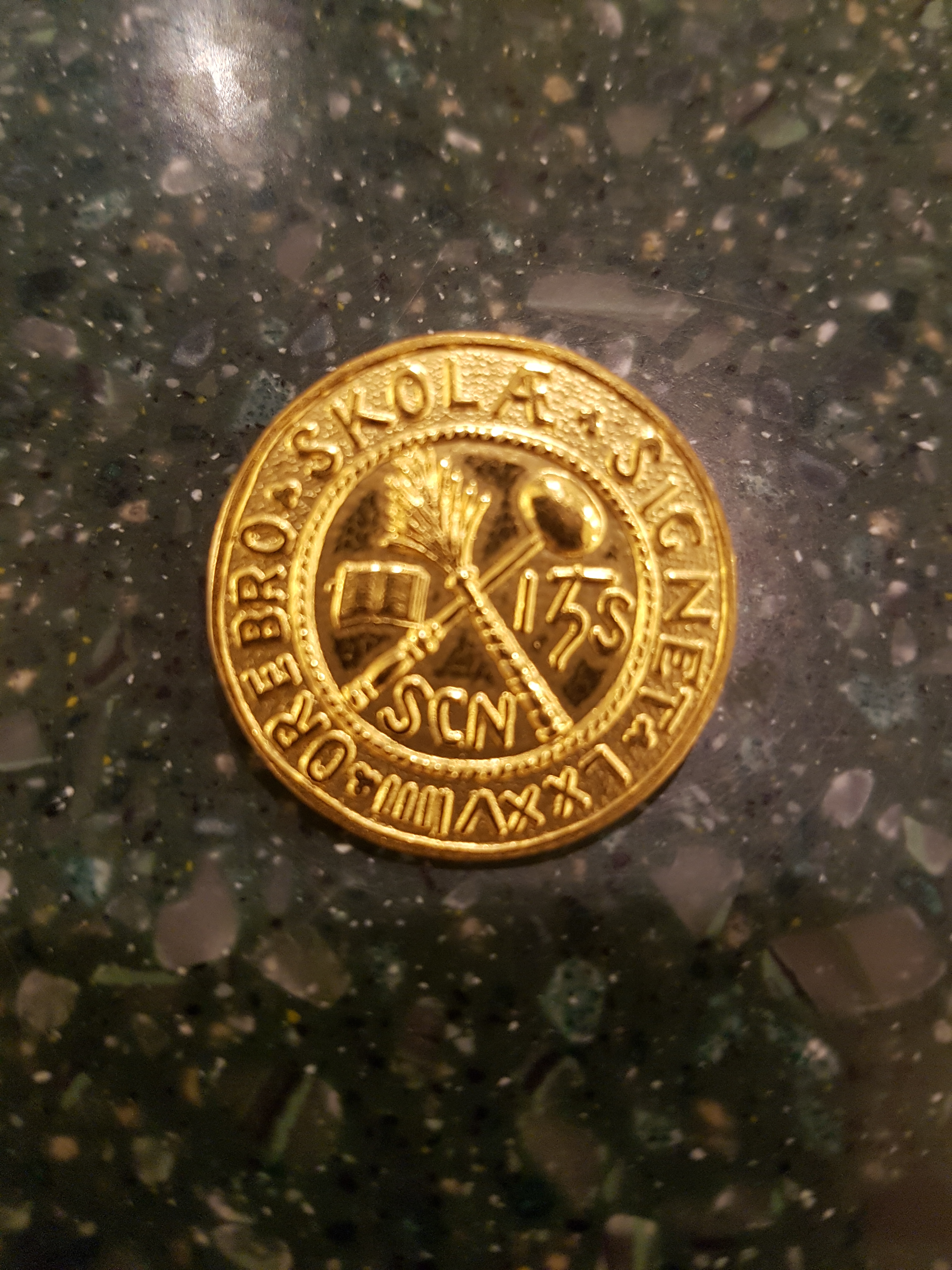
En brosch med Karolinska skolans sigill.

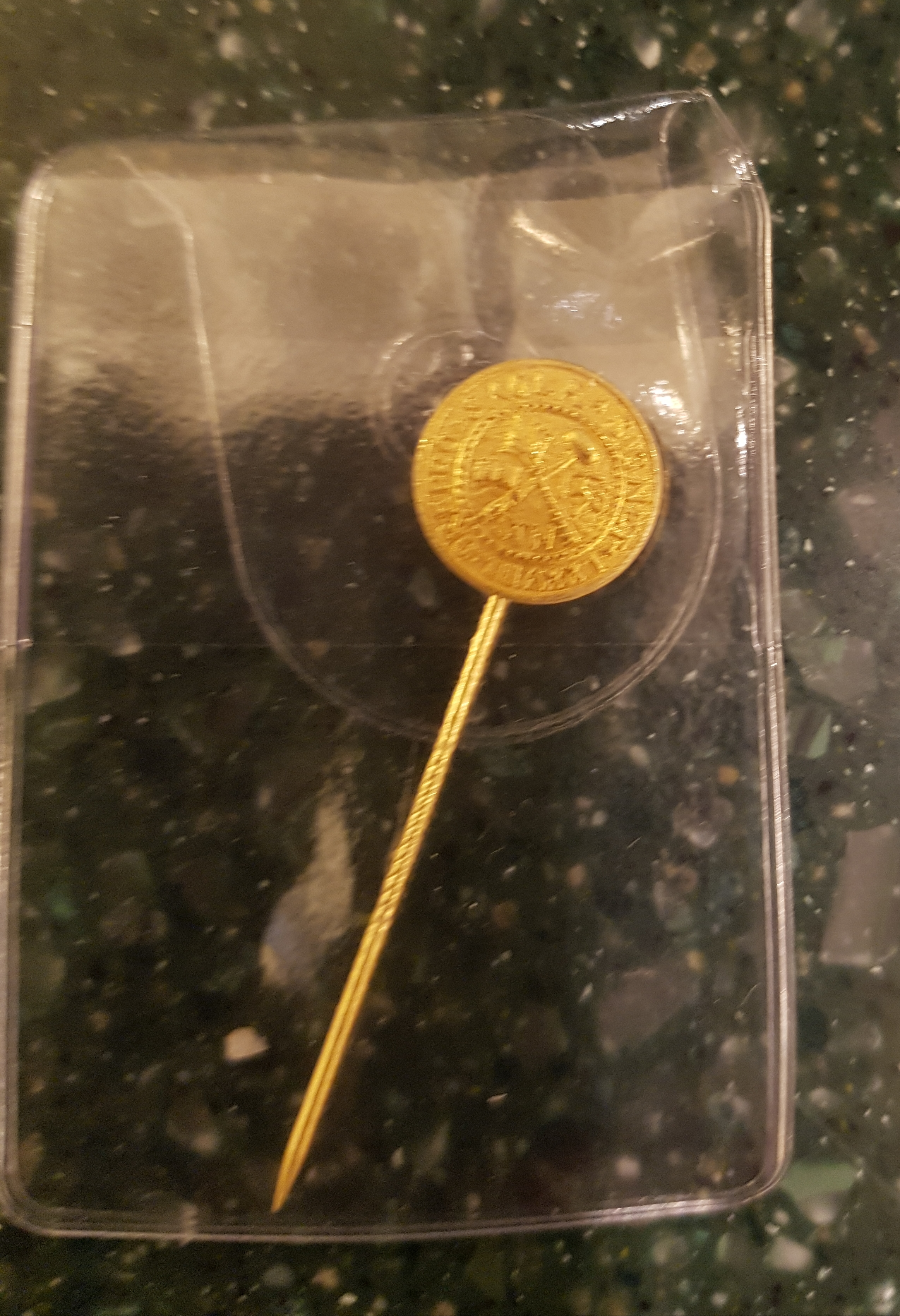
Karolinska gymnasiets nål föreställande skolans sigill.

Karolinska gymnasiets sigill är ett sigill från 1579 för Örebro skola som idag används av Karolinska gymnasiet i Örebro. 

## Historia
Heraldiska vapen för skolor blev allt vanligare under senmedeltiden. Detta förekom framförallt inom skolorna i England som vapen eller badges. Inom Sverige använde inte de  medeltida katedral- och stadsskolan vapen i äldre tid, utan kom att använda en gemensam sköld innehållande riset och färlan. Riset och färlan var symboler för “disciplin och affliktiva” bestraffningar som skolan en gång utövade.
Örebro skola sigill från 1579 har omskriften OREBRO ⋅ SKOLÆ ⋅ SIGNET ⋅ LXXVIIII. Bilden visar ett ris och en färla med en bok, samt bokstäverna IHS samt SCN för skolmästaren Sigfridus Canuti Nericius.
Inför skolavslutningen den 13 juni 1969 tillverkades en brosch av brons med sigillet av eleverna Elisabeth Ankarcrona och Eva Carlsson. Ankarcrona hade inspirerats av en silverbrosch som hennes syster burit vid studenten från Nekolailäroverket år 1958. Rektor Carl Olof Bergström var den som föreslog att Karolinska skolans brosch skulle visa sigillet.